# Les Loges-en-Josas
Les Loges-en-Josas is een gemeente in het Franse departement Yvelines (regio Île-de-France) en telt 1425 inwoners (2005). De plaats maakt deel uit van het arrondissement Versailles.

## Geografie
De oppervlakte van Les Loges-en-Josas bedraagt 2,5 km², de bevolkingsdichtheid is 570,0 inwoners per km².
De onderstaande kaart toont de ligging van Les Loges-en-Josas met de belangrijkste infrastructuur en aangrenzende gemeenten.

## Demografie
Onderstaande figuur toont het verloop van het inwonertal (bron: INSEE-tellingen).